# Agrotis fulva
Agrotis fulva là một loài bướm đêm trong họ Noctuidae.